# Rádio Chapecó
Rádio Chapecó é uma estação de rádio da cidade de Chapecó, estado de Santa Catarina, Brasil. A emissora foi ao ar no dia 23 de outubro de 1948, entrando para a história como a primeira emissora do Oeste de Santa Catarina. São fundadores: Jacinto Manuel Cunha e Protégenes Vieira (comerciantes), Raul José Campos (advogado) e Serafim Enos Bertaso (engenheiro civil). A emissora transmite 19 horas de programação diária, das 05h da manhã até as 00h.
Em novembro de 1953, Francisco Norberto Bohner, em passagem pela região de Chapecó, ficou sabendo da intenção de venda da rádio por parte de seus sócios fundadores. Em uma atitude empreendedora, adquire as cotas e passa a dirigir a emissora com a colaboração da esposa Augusta Müller Bohner.

## História[3]
Pioneira na região oeste de Santa Catarina, em 1948 a cidade de Chapecó recebe a sua primeira emissora, a Rádio Sociedade Oeste Catarinense Ltda. Foi a 16ª a ser instalada no estado. O surgimento da emissora é assim narrado por Ricardo Medeiros e Lúcia Helena Vieira:
“Constituída em 13 de abril de 1948, a Rádio Chapecó só foi registrada na Junta Comercial em 19 de agosto do mesmo ano, tendo como sócios fundadores Vicente de Paula Cunha, Jacinto Manoel da Cunha, Protógenes Vieira, Raul José de Campos e Serafim Eno Bertaso. A autorização para instalação da emissora veio pela Portaria nº 867, assinada em 11 de outubro de 1948, com publicação no Diário Oficial da União na semana seguinte”.
Dava-se assim o início de uma nova era na região oeste catarinense, a era da radiodifusão. A instalação de uma emissora de rádio na cidade de Chapecó possibilitou à população local o contato com as notícias e fatos que ocorriam em nível nacional e local. O início das operações deu-se em 23 de outubro de 1948, com potência inicial de 100 Watts, prefixo ZYX-5 e freqüência de 1.550 kHz. Em 21 de setembro de 1950, pela portaria nº 901, a emissora passou para 250 Watts. Sete anos depois, a Rádio Chapecó já funcionava com um transmissor Telefunken de 1000 Watts, conforme decreto nº 42.739, ainda em posse da emissora. A autorização para nova mudança de freqüência, dessa vez para 1.340 kHz, foi concedida em 9 de setembro de 1959.
Com as transformações urbano estruturais que aconteciam na cidade de Chapecó, no início dos anos de 1950, o surto “desenvolvimentista” possibilitou a construção de novos valores, novas demandas, o que não desviaram a Rádio Chapecó da vocação especial pela cobertura jornalística, com ênfase aos programas esportivos. O radioteatro foi deixado de lado, por falta de produção adequada. Campanhas para a alfabetização de adultos, o asfaltamento da BR-282 e a implantação de cursos superiores na cidade consagraram a emissora, que respaldava a voz da comunidade chapecoense.
Entre os profissionais que atuaram na Rádio Chapecó estão Nilo Nidgar Wink, Antônio Machado, Ivanor Vanzim, Nélson Brasil, Ivo Patussi, Antônio Ibrahim Simão, Rogério Wink, Seno Moesch, Celso Nunes Moura, Amílton Martins Lisboa, Welcy D’Avila Canals, Arlindo Sander, Romeu Roque Hartmann e Paulo Antônio Bohner.
Como patrocinadores, acompanharam a história da radiodifusora as empresas Bertaso Pasqualli S/A, Frigorífico Marafon, Frigorífico Chapecó, Força e Luz de Chapecó S/A, Irmãos Sperandio S/A, Morandini de Marco S/A, Casa do Povo, Cooperativa Madeireira Alto Uruguai Ltda, Dorval Cansiam e Irmãos, Casas Vitória, Automóveis e Máquinas S/A, Moinho Santo Antônio, Clínica Nossa Senhora de Lourdes.
Em 4 de novembro de 1969 houve a transferência dos estúdios da Avenida Getúlio Vargas, 791, para rua Marechal Floriano Peixoto, 161, edifício Francisco Norberto Bohner, conforme depoimento de Amilton Martins Lisboa (In Memoriam), em oito de maio de 1999.
Um novo passo na história
No dia 30 de abril de 2021, eis que o Grupo Chapecó de Comunicação, composto pelas emissoras Chapecó 100.1FM e Massa 107.1FM, transferem suas atividades para moderno edifício nos altos do Bairro Esplanada, na Rua Israel 2085-D. Com estrutura física que acolhe inovações normas técnicas vigentes, a equipe diretiva disponobiliza a seus profissionais e ouvintes os mais modernos equipmentos disponíveis no mundo da comunicação do rádio.

### Importância da Rádio Chapecó
A Rádio Chapecó desde sua fundação teve participação ativa em todos os movimentos que levaram o progresso e o desenvolvimento a região onde atua. O Oeste possuía inúmeras deficiências visíveis em praticamente todos os setores: poucas estradas e sem asfaltamento, atendimento médico escasso, longa distância dos grandes centros, descaso do Governo Estadual. Toda essa situação culminava no descontentamento da população e ajudava a denegrir a imagem da região nos anos 50 e 60. Por isso, uma emissora de abrangência regional e voz ativa como a Rádio Chapecó, passou a exercer um papel crítico na transmissão das questões e reivindicações dos habitantes locais aos governantes e autoridades responsáveis. Dentre as campanhas de maior destaque estão: as obras da ponte sobre o Rio Uruguai, ligando Santa Catarina ao Rio Grande do Sul em Porto Goio-en; a construção do Hospital Regional do Oeste; as ações comunitárias como a campanha do agasalho no inverno e os movimentos de preservação de parques, praças e jardins; e também a criação da Fundeste – Fundação Universitária para o Desenvolvimento do Oeste Catarinense, atualmente chamada UnoChapecó.
Vários programas são marcas registradas da emissora, como, por exemplo, o “Editoria da Notícia” e “Oeste é Notícia”, apresentados por Cassemiro Roberto. Outro programa veterano é o “Sertão em Festa”, no ar desde 1976 e que teve como apresentadores Teles da Silva, Valdison Bueno, Ivan Carlos, Edson Florão, Fernando Doesse, Jorge Roberto, Adilson Germano, Francisco Bohner Neto e, atualmente Marcos Zadinello. 
Entre os mais antigos, figura o Programa “Zander Meira” que estreou em maio de 1981, mas que já não está mais no ar. “Esporte Total” é um amplo noticiário dos esportes amadores, além de dar especial destaque ao futebol de salão e ao futebol de campo representado pela Associação Chapecoense de Futebol. A Rádio Chapecó é a pioneira na transmissão dos jogos do time da cidade, acompanhando o clube desde sua fundação em 1973. Já o “Rancho da Saudade”, programa nativista, está no ar há mais de 40 anos, com Arlindo Sander, o “Sandrinho”.
Outro destaque foi o programa “Galpão da Querência”, com mais de 30 anos de existência, que era apresentado por Romeu Roque Hartmann, considerado um dos radialistas mais antigos em atuação na Região Oeste. Ainda hoje também são apresentados os programas a “Oração da Ave Maria” e “A Missa Dominical”, transmitidos desde 1953.
Entre os profissionais que atuaram na Rádio Chapecó destacam-se: Nilo Nidgar Vink, Antônio Machado, Ivanor Vanzim, Nélson Brasil, Ivo Patussi, Antônio Ibrahim Simão, Rogério Vink, Celso Nunes Moura, Amilton Martins Lisboa, Welcy D’Avila Canals, Arlindo Sander e Romeu Roque Hartmann.
Em quatro de novembro de 1969, a Rádio Chapecó muda-se da Avenida Getúlio Vargas para rua Marechal Floriano Peixoto, 161, edifício Francisco Norberto Bohner, onde funciona até hoje. Atualmente, a emissora tem José Francisco Muller Bohner na direção geral e Amilton Martins Lisboa na direção comercial.
12 de Maio de 2024 - Rádio Chapecó cria um novo site com o domínio https://chapeco.fm/